# غايتانو فونتانا
غايتانو فونتانا (بالإيطالية: Gaetano Fontana)‏ (21 فبراير 1970 قطنصار إيطاليا - ) هو لاعب كرة قدم إيطالي، يلعب كلاعب وسط.

## مسيرته

### مسيرته مع الأندية
- 1988 - 1991 لعب مع نادي كاتانزارو 45 مباراة سجل خلالها 4 أهداف.
- 1991 - 1993 لعب مع نادي بادوفا 35 مباراة.
- 1993 - 1994 لعب مع نادي ريجينا 29 مباراة سجل خلالها 5 أهداف.
- 1994 - 1995 لعب مع نادي بادوفا 6 مباريات.
- 1995 - 1997 لعب مع نادي ألساندريا 40 مباراة سجل خلالها 7 أهداف.
- 1997 - 2000 لعب مع يوفي ستابيا 83 مباراة سجل خلالها 14 هدف.
- 2000 - 2003 لعب مع نادي أسكولي 104 مباراة سجل خلالها 34 هدف.
- 2004 - 2004 لعب مع فيورنتينا 25 مباراة سجل خلالها 4 أهداف.
- 2005 - 2006 لعب مع نادي نابولي 36 مباراة سجل خلالها 4 أهداف.
- 2006 - 2007 لعب مع نادي أسكولي 11 مباراة.